# イ・ジョンウォン (1994年生の俳優)
イ・ジョンウォン（韓国語：이종원、1994年12月31日 - ）はエコーグローバルグループ所属の大韓民国の俳優、モデルである。

## 出演

### 映画
- 私たちの野球（2019年）- キム・ギョンシク役

### ドラマ
- 君を嫌う方法（2019年、SBS）- コ・ウンテ役
- イシューメーカー（2019年、ハンピョムTV）- イ・ジョンウォン役[1]
- 農夫士官学校シーズン2（2019年、SBS）- ウジン役[2]
- XX（2020年、PLAYLIST）- ワン・ジョンドゥン役[3]
- 私たち、家族です～My Unfamiliar Family～（2020年、tvN）- アン・ヒョスク役
- 私を愛したスパイ（2020年、MBC）- ティンカー役[4]
- アマンジャ（2020年、KakaoM）- パク・ドンヨン役[5][6]
- 賢い医師生活2（2021年、tvN）- キム・ゴン役
- ゴールデンスプーン（2022年、MBC）- ファン・テヨン役[7]
- 夜に咲く花（2024年、MBC）- パク・スホ役
- 悪い記憶消しゴム（2024年）- イ・シン役
- 酔いしれるロマンス（2024年）-ユン・ミンジュ役